# Militärflugplatz Deelen

i7
i11
i13
Das Militair Luchtvaart Terrein Deelen (ICAO-Code: EHDL) ist ein Militärflugplatz der niederländischen Luftstreitkräfte (KLu). Die Basis liegt in der Provinz Gelderland südlich der Gemeinde Deelen nördlich von Arnhem. Sie dient den niederländischen Streitkräften insbesondere als Trainingsterrain für Hubschrauberpiloten der in Gilze-Rijen stationierten Helikopter-Staffeln.

## Geschichte
Der Flugplatz in Deelen wurde 1913 als Basis für Aufklärungsflüge entlang der deutsch-niederländischen Grenze errichtet.
Während des Zweiten Weltkriegs war der Flugplatz Deelen von 1940 bis 1944 durch die Luftwaffe der Wehrmacht besetzt.
Im Vorfeld der Operation Market Garden wurde der Flugplatz durch alliierte Luftangriffe erheblich beschädigt, so dass Deelen in Folge nur noch als Außenlandeplatz und Abschussbasis von „V1“-Marschflugkörpern genutzt wurde. Die letzten V1 wurden bis unmittelbar vor der Besetzung des Flugplatzes durch kanadischen Truppen, am 15. April 1945, abgeschossen.
Die folgende Tabelle zeigt eine Auflistung ausgesuchter fliegender aktiver Einheiten (ohne Schul- und Ergänzungsverbände) der Luftwaffe der Wehrmacht die hier zwischen 1940 und 1944 stationiert waren.
| Von            | Bis            | Einheit                                           | Ausrüstung                                       |
| -------------- | -------------- | ------------------------------------------------- | ------------------------------------------------ |
| September 1940 | Mai 1941       | II./NJG 1 (II. Gruppe des Nachtjagdgeschwaders 1) | Messerschmitt Bf 110                             |
| Juli 1942      | März 1943      | III./KG 2 (III. Gruppe des Kampfgeschwaders 2)    | Dornier Do 217E-2                                |
| März 1943      | März 1943      | I./KG 6                                           | Junkers Ju 88A-14                                |
| Juni 1943      | Juli 1943      | III./JG 54 (III. Gruppe des Jagdgeschwaders 54)   | Messerschmitt Bf 109G-4, Messerschmitt Bf 109G-6 |
| Juli 1943      | August 1943    | II./JG 26                                         | Focke-Wulf Fw 190A-4, Focke-Wulf Fw 190A-5       |
| Juni 1944      | Juni 1944      | I./NJG 6                                          | Messerschmitt Bf 110G-4                          |
| September 1944 | September 1944 | Stab, II./KG 6                                    | Junkers Ju 88A-4, Junkers Ju 88A-14              |

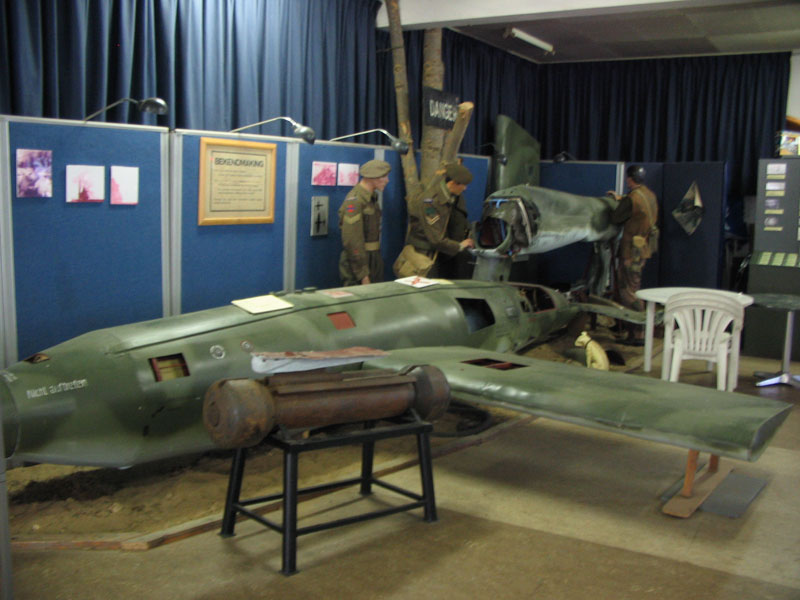
„V1“ im Museum der Luftwaffenbasis

Nach dem Krieg dauerte es bis 1950, bis sich die Koninklijke Luchtmacht dazu entschloss, die Basis im Hinblick auf den heraufziehenden Kalten Krieg als Flugplatz zu reaktivieren.
In den folgenden drei Jahrzehnten beheimatet Deelen dann lediglich zwei Staffeln, die mit einer Reihe verschiedener Verbindungsflugzeuge und Hubschrauber ausgerüstet waren, bevor der Flugplatz wenige Jahre nach dem Ende des Kalten Krieges 1995 geschlossen wurde. In Folge wurde die Basis lediglich zeitweise für Trainingsflüge von Helikoptercrews reaktiviert, der oberste Belag der Start- und Landebahn wurde in dieser Zeit abgetragen. Nach Schließung des Basis Soesterberg und der Konzentration aller Hubschrauberstaffeln der KLu in Gilze-Rijen 2008 wurde die Nutzung Deelens intensiviert und die Hauptlandebahn wieder hergerichtet.
In der Basis befindet sich das Museum Airbase Deelen in dem ein Teil der Ausstellung dem Luftkrieg während des Zweiten Weltkrieges gewidmet ist.